# Суха (притока Іпеля)
Суха (словац. Suchá) — річка в Словаччині, ліва притока Іпеля, протікає в округах Полтар і Лученець
Довжина — 33 км; площа водозбору 340,4 км².
Бере початок в масиві Ревуцка Верховина на висоті 570 метрів біля села Ческе Брезово. Приймає води Беліни;  Маштінського потоку; Сельчанського потоку і Штявиці. Протікає селом Нове Гони.
Впадає у Іпель біля села Голіша на висоті 177 метрів.